# Montastraea annularis
Montastraea annularis là một loài san hô trong họ Faviidae. Loài này được Ellis and Solander mô tả khoa học năm 1786.

## Hình ảnh

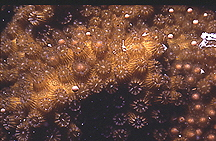
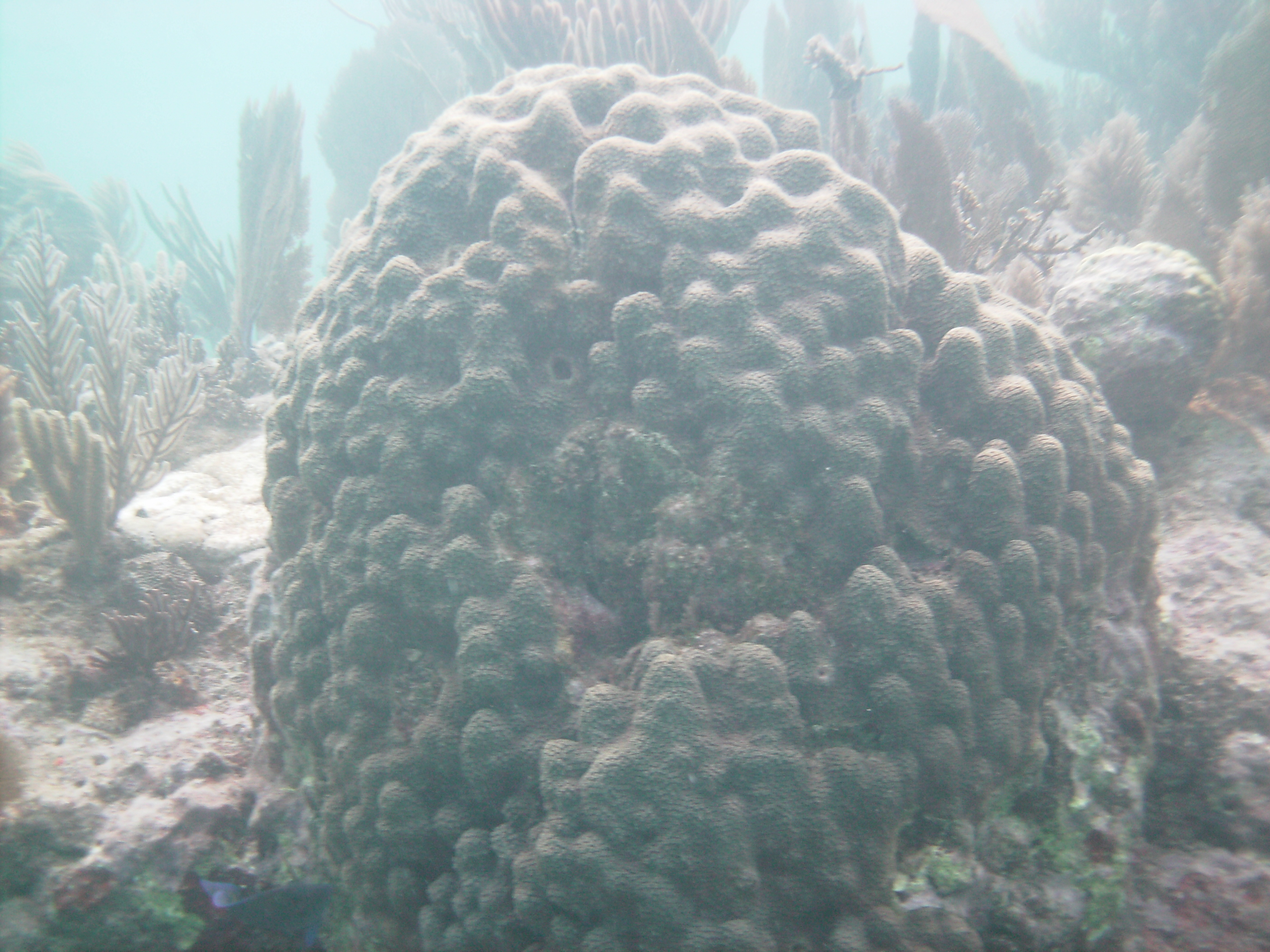
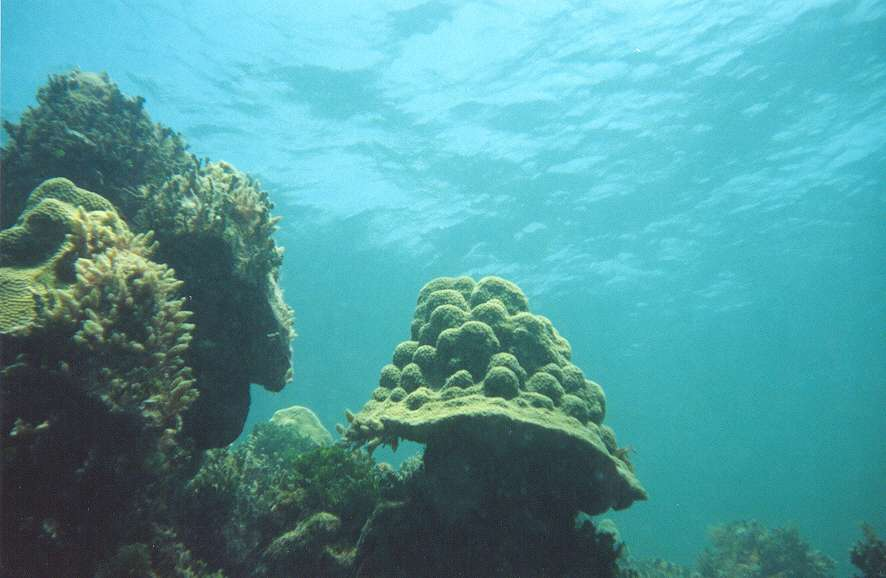
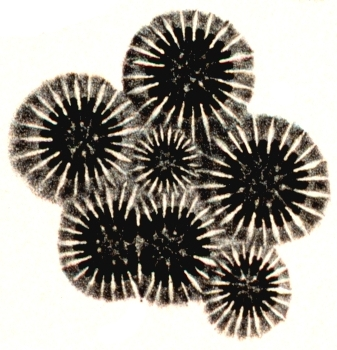